# Араби
Арабите (на арабски: العرب‎‎, „ал-ʿа́раб“) са народ от семитски произход, които говорят на множество диалекти на арабски език и населяват държави в Западна Азия и Северна Африка.
Арабите говорят на арабски език и използват арабска писменост. Общият брой на арабите е около 430 – 450 милиона. Над 90 % от тях изповядват исляма, но има и последователи на други религии, например християнство.

## История

### Доислямски период
Предшественици на арабите са древните народи и племена от Близкия Изток и Северна Африка. Историята на арабите е тясно свързана с историята на семитските народи. Според месопотамски исторически свидетелства арабите започват да се отделят от другите семити не по-рано от първото хилядолетие пр.н.е. По това време в Южна Арабия вече има процъфтяващи градове и царства (Саба и др.), а северните региони на Арабския полуостров са населени основно от номади-бедуини, макар че в късния предхристиянски период и по време на ранното християнство под римско влияние са основани две търговски средища – Петра и Палмира. Връзката между северните и южните араби се осъществява по търговските пътища през западна Арабия (Хиджаз). Жителите на този регион говорят арабски и свързват произхода си или със сина на пророк Ибрахим – Исмаил, или с внука на пророк Нух – Ноктан. В храма Кааба в Мека, построен предполагаемо от Ибрахим, арабите-езичници почитат своите идоли. На основата на северноарабския диалект се създава книжовният арабски език, а на основата на южноарабския – средновековният етиопски език геез. Предислямските държавни образувания, чиято история се проследява от I век пр.н.е., се концентрират в двата края на полуострова – Северна Арабия е гранична зона на арабския свят с древноизточните общества, елинистичните държави и Римската империя, а на юг е Йемен. Сред тях са Палмира, Набатея, Лихян, Хасан, Лахм и Кинда. Те не консолидират отделните племена в обединен етнос, а това става с появяването на исляма и създаването на Арабския халифат. Към V—VI век от н.е. цивилизациите на северните и южните араби западат.

### Халифат
В началото на VII век пророкът Мохамед основава новата религия ислям и създава уммата („мюсюлманската нация“). Създаденият след смъртта на Мохамед Арабски халифат започва бързо да се разраства и след сто години вече се простира от днешна Испания през Северна Африка и Югозападна Азия до границите на днешна Индия. Още от началото на арабските завоевания етнонимът араби става самоназвание на племената, които съставят средновековната арабска народност. Навред, където стъпват мюсюлманските войски, следва масово приобщаване към новата вяра. Макар и бедуините да съдействат за първоначалното разпространение на исляма, в по-късните исторически периоди той се развива главно от грамотната градска прослойка. Арабският език е основен инструмент за разпространението на исляма и става основен не само за мюсюлманите, но и за християните и юдеите в завоюваните земи. В Северна Африка населението, говорещо на близките към арабския семитски езици, сравнително бързо се арабизира, възприемайки езика, религията ислям и много други елементи от културата на завоевателите. Едновременно с това протича и обратен процес на възприемане от араби на елементи от културата на завладените народи. Постепенно населението на Северна Африка и Близкия Изток става арабско в широкия смисъл на думата.
Разпространението на исляма дава възможност на арабите, съвместно със завареното население, да построят една от великите човешки цивилизации. В периода от VIII до XII век са създадени голям брой произведения на арабската литература във вид на художествени произведения, юридически кодекси и философски трактати. През златния век на исляма науката бележи значителен напредък, особено в астрономията, медицината, географията, историята и математиката.
В първите векове от съществуването си Арабският халифат е обединен политически под властта на халифа. Към средата на X век обаче започва фрагментация и упадък под натиска на селджуците, кръстоносците и монголите.

### Османско господство и колониализъм
През XVI в. османските турци завоюват значителна част от арабския свят и го разделят на провинции (вилаети). Започвайки от XIX век, арабските земи са подложени на колониални завоевания и стават колонии и протекторати на Великобритания, Франция, Италия, Испания. Англичани и французи фактически установяват контрол над голяма част от Северна Африка, а прокопаването на Суецкия канал значението на района му за световната търговия става определящо за последвалата история на Египет и Близкия Изток.
В хода на Първата световна война с подкрепата на Великобритания избухва антитурско въстание. Надявайки се да получат независимост, арабите помагат на англичаните да завоюват Сирия и Палестина. В първата половина на XX век стават все по-настойчиви исканията за независимост от страна на арабите. Европейците стимулират модернизацията, но същевременно провеждат политика на разселване, например на французи в Алжир и на евреи в Палестина.

### Съвременност
След Втората световна война всички арабски народи, с изключение на палестинците и Западна Сахара, получават пълна независимост. Алжирците я постигат едва след осемгодишна война с Франция (1954 – 1962). От 1991 г. насам между Израел и Организацията за освобождение на Палестина (ООП) се сключват различни споразумения, в които се набелязват мерки за бъдещо палестинско самоуправление.

## Населявани региони
Арабите съставляват по-голяма част от населението в следните страни:
- Азия – Бахрейн, Ирак, Йемен, Йордания, Катар, Кувейт, Ливан, Обединени арабски емирства (ОАЕ), Оман, Палестина, Саудитска Арабия, Сирия;
- Африка – Египет, Мавритания, Западна Сахара, Мароко, Алжир, Тунис, Либия, Судан

Многобройни групи бежанци палестински араби живеят в Израел (около 1,5 млн. души), Йордания, Ливан, Сирия и други държави. Араби също така има в Турция (около 2,5 млн. души), Иран (около 2,5 млн. души), Централна Азия и други мюсюлмански страни. Арабски емигранти има и в Западна Европа (около 5 млн. души), Северна и Южна Америка (общо около 6,2 млн. души), Западна и Южна Африка (около 2,5 млн. души), и Австралия (около 0,5 млн. души).
Общата численост на арабите се оценява на 250 – 280 млн. души, от които в Азия живеят 110 млн., а в Африка 165 млн. души.

## Общество

### Бит през периода 600 – 1450 г.
Животът на арабите в много отношения бил по-напредничав от живота на европейците. След като завладели източните провинции на Римската империя, те възприели много от идеите на Древна Гърция и Рим. Забогатели от търговия и животът им станал по-лек. Арабските търговци тогава се известни по целия свят със своите подправки, саби от Дамаск, коприни от Мосул, килими от Джебра и други стоки, и достигат дори до пустинята Намиб и Филипините. По същото време арабските завоевания разширяват географията на света, като арабите превземат на запад дори островите Мадейра, на север достигат до Коремойос в Андалусия, на изток започват да граничат с държавата Ци в днешен Китай. Арабските открития предизвикват последвалия по-късно Ренесанс в Европа с важността си и са заимствани от много философи, ценители на културата и изследователи.
Много от арабите били номади и се придвижвали със стадата си, предимно от камили, по-рядко – от коне или магарета, да търсят вода и паша. Те не променили начина си на живот дори и
след като завладели огромна империя. Селяните в мюсюлманските земи продължили да обработват нивите си. Отглеждат се основно ечемик, ръж и пшеница. Земята била суха и спечена и за да дава плод, трябвало много да се напоява – затова овощните градини са били голяма рядкост – само халифите в Багдад и Дамаск са си позволявали обилно напояване на градините си. Арабските владетели строели огромни дворци, дори по съвременните жилищни стандарти. Те били прекрасно украсени от опитни майстори и дърворезбари и по-удобни в сравнение с европейските дворци по онова време. Обикновено имали градини, красиво оформени около фонтани и много статуи.
Дворцовият живот бил придружен от много церемонии. Част от двореца била заделена само за жени – харем. Никой външен човек не можел да влезе вътре. На улицата мюсюлманските жени носели фереджета.
- Къщите в мюсюлманските градове обикновено се боядисвали в бяло, за да бъдат прохладни. Гледали към вътрешни дворове, които осигурявали сянка. Улиците били тесни, открити места имало само около джамиите.
- В градовете имало сук (пазар). Улиците, където бил пазарът, били покрити. В магазините на една улица се продавали едни и същи стоки.
- В дворците и в много домове имало бани. Те, както и обществените, били построени по модел на римските бани.
- Търговията била важна за живота на арабите. Те пътували, за да търсят клиенти. По море се придвижвали с бързи кораби с триъгълни платна. Някои араби и до днес използват тези плавателни съдове.
- По суша търговците пътували с камили на групи – кервани. По главните пътища били построени кервансараи (подслони) на разстояние един ден път. В тях пътниците нощували.

## Наука
Арабите мюсюлмани създали писменост, която се чете от дясно наляво. Техните цифри били по-прости от римските, използвани в Европа.
Арабските учени изучавали гръцката и римската култура. Интересували ги и математиката, астрономията, географията, правото, религията и медицината. Арабите изработвали сложни инструменти за определяне местоположението на корабите в морето чрез наблюдение на звездите.
Този инструмент се нарича астролабия. Арабските лекари прилагали древногръцките методи за лечение на болните. Строели болници, където постъпвали хора, нуждаещи се от специално лечение.